# Grande Prêmio da França de 1966
Resultados do Grande Prêmio da França de Fórmula 1 realizado em Reims-Gueux à 3 de julho de 1966. Terceira etapa da temporada, foi vencida pelo australiano Jack Brabham.

## Classificação da prova
| Pos. | Nº | Piloto          | Construtor      | Voltas | Tempo/Diferença        | Grid | Pontos |
| ---- | -- | --------------- | --------------- | ------ | ---------------------- | ---- | ------ |
| 1    | 12 | Jack Brabham    | Brabham-Repco   | 48     | 1:48:31.3              | 4    | 9      |
| 2    | 22 | Mike Parkes     | Ferrari         | 48     | + 9.5                  | 3    | 6      |
| 3    | 14 | Denny Hulme     | Brabham-Repco   | 46     | + 2 voltas             | 9    | 4      |
| 4    | 6  | Jochen Rindt    | Cooper-Maserati | 46     | + 2 voltas             | 5    | 3      |
| 5    | 26 | Dan Gurney      | Eagle-Climax    | 45     | + 3 voltas             | 14   | 2      |
| 6    | 44 | John Taylor     | Brabham-BRM     | 45     | + 3 voltas             | 15   | 1      |
| 7    | 36 | Bob Anderson    | Brabham-Climax  | 44     | + 4 voltas             | 12   |        |
| 8    | 8  | Chris Amon      | Cooper-Maserati | 44     | + 4 voltas             | 7    |        |
| NC   | 42 | Guy Ligier      | Cooper-Maserati | 42     | + 6 voltas             | 11   |        |
| Ret  | 2  | Pedro Rodríguez | Lotus-Climax    | 40     | Vazamento de óleo      | 13   |        |
| NC   | 20 | Lorenzo Bandini | Ferrari         | 37     | + 11 voltas            | 1    |        |
| NC   | 30 | Jo Bonnier      | Brabham-Climax  | 32     | + 16 voltas            | 17   |        |
| Ret  | 16 | Graham Hill     | BRM             | 13     | Motor                  | 8    |        |
| Ret  | 38 | Jo Siffert      | Cooper-Maserati | 10     | Sistema de combustível | 6    |        |
| Ret  | 32 | Mike Spence     | Lotus-BRM       | 8      | Embreagem              | 10   |        |
| Ret  | 10 | John Surtees    | Cooper-Maserati | 5      | Sistema de combustível | 2    |        |
| Ret  | 4  | Peter Arundell  | Lotus-BRM       | 3      | Câmbio                 | 16   |        |
| DNS  | 2  | Jim Clark       | Lotus-Climax    |        | Acidente               | (18) |        |

## Tabela do campeonato após a corrida
|   | Pos. | Piloto          | Pontos |
| - | ---- | --------------- | ------ |
| 6 | 1    | Jack Brabham    | 12     |
| 1 | 2    | Lorenzo Bandini | 10     |
|   | 3    | John Surtees    | 9      |
| 2 | 4    | Jackie Stewart  | 9      |
| 1 | 5    | Jochen Rindt    | 9      |

|   | Pos. | Construtor      | Pontos |
| - | ---- | --------------- | ------ |
|   | 1    | Ferrari         | 21     |
| 2 | 2    | Brabham-Repco   | 12     |
| 1 | 3    | BRM             | 9      |
| 1 | 4    | Cooper-Maserati | 9      |
|   | 5    | Eagle-Climax    | 2      |

- Nota: Somente as primeiras cinco posições estão listadas. Apenas os cinco melhores resultados de cada piloto ou equipe eram computados visando o título. Neste ponto esclarecemos: na tabela dos construtores figurava somente o melhor colocado dentre os carros de um time.